# Italopodisma baccettii
Italopodisma baccettii är en insektsart som först beskrevs av Scott LaGreca 1969.  Italopodisma baccettii ingår i släktet Italopodisma och familjen gräshoppor. Inga underarter finns listade i Catalogue of Life.